# Nárai
Nárai é um município da Hungria, situado no condado de Vas. Tem 15,99 km² de área e sua população em 2015 foi estimada em 1.245 habitantes.